# Гибралтар на Светском првенству у атлетици на отвореном 2019.
Гибралтар је учествовао на 17. Светском првенству у атлетици на отвореном 2019. одржаном у Дохи од 27. септембра до 6. октобра шеснаести пут. Репрезентацију Гибралтара представљао је један атлетичар који се такмичио у трци на 400 м.,
На овом првенству такмичар Гибралтара није освојио ниједну медаљу, али оборен је национални рекорд на 400 метара.

## Учесници
Мушкарци:
- Јеси Франко — 400 м

## Резултати

### Мушкарци
| Атлетичар   | Дисциплина | Лични рекорд | Квалификације | Квалификације | Полуфинале           | Полуфинале           | Финале               | Финале       | Детаљи |
| Атлетичар   | Дисциплина | Лични рекорд | Резултат      | Место         | Резултат             | Место                | Резултат             | Место        | Детаљи |
| ----------- | ---------- | ------------ | ------------- | ------------- | -------------------- | -------------------- | -------------------- | ------------ | ------ |
| Јеси Франко | 400 м      | 48,12        | 47,41 НР, ЛР  | 13. у гр. 3   | Није се квалификовао | Није се квалификовао | Није се квалификовао | 35 / 41 (42) |        |